# Tukuneno
Tukuneno is een bestuurslaag in het regentschap Belu van de provincie Oost-Nusa Tenggara, Indonesië. Tukuneno telt 3583 inwoners (volkstelling 2010).